# Gonzalo Montiel
Gonzalo Ariel Montiel (* 1. Januar 1997 in González Catán) ist ein argentinischer Fußballspieler, der beim Erstligisten FC Sevilla unter Vertrag steht. Der rechte Außenverteidiger ist seit März 2019 argentinischer Nationalspieler. Beim Elfmeterschießen im Finale der Weltmeisterschaft 2022 in Katar verwandelte Montiel den letzten Elfmeter und wurde mit der Mannschaft Weltmeister.

## Karriere

### Verein
Montiel entstammt der Nachwuchsabteilung des Hauptstadtvereins River Plate. Am 30. April 2016 (13. Spieltag) debütierte er beim 0:0-Unentschieden gegen den CA Vélez Sarsfield in der höchsten argentinischen Spielklasse, als er in der 46. Spielminute für Pablo Carreras eingewechselt wurde. In diesem Spieljahr 2016 absolvierte er diesen einen Einsatz und in der folgenden Saison 2016/17 kam er auf vier Einsätze. In der Spielzeit 2017/18 drang er allmählich in die Startformation vor und bestritt 15 Ligaspiele, während er in der Copa Libertadores 2018 absoluter Stammspieler war. Mit den Millonarios gewann er im Dezember 2018 gegen den Stadtrivalen Boca Juniors die Copa Libertadores. In der Liga machte er in der Saison 2018/19 12 Ligaspiele. Im Finale der Copa Libertadores 2019 verlor man das Endspiel mit 1:2 gegen Flamengo Rio de Janeiro. In der Saison 2019/20 wurde er letztlich auch in der Liga zum unumstrittenen Stammspieler und absolvierte insgesamt 19 Ligaspiele.
Zur Saison 2021/22 wechselte Montiel zum FC Sevilla nach Spanien. In der Saison 2022/23 bestritt er 28 von 38 möglichen Ligaspielen, vier Pokalspiele, vier Spiele in der Champions League mit einem geschossenen Tor und sieben Spiele in der Europa League. Die Saison endete mit dem Gewinn der Europa League 2022/23.
Im August 2023 wurde er für ein Jahr an Nottingham Forest verliehen. Nach seiner Rückkehr zu Sevilla blieb er noch ein halbes Jahr und wechselte anschließend zurück zu River Plate.

### Nationalmannschaft
Mit der argentinischen U20-Nationalmannschaft nahm er an der U20-Weltmeisterschaft 2017 in Südkorea teil, wo er zwei Gruppenspiele bestritt und mit der Auswahl bereits in der Gruppenphase ausschied.
Am 22. März 2019 debütierte Montiel bei der 1:3-Testspielniederlage gegen Venezuela für die argentinische A-Nationalmannschaft.
Beim 1:0-Finalsieg am 10. Juli 2021 über Titelverteidiger Brasilien gewann er mit seiner Mannschaft die Copa América 2021.
Bei der Weltmeisterschaft 2022 in Katar wurde Montiel mit Argentinien Weltmeister. Im Finale gegen Frankreich wurde er zu Beginn der Verlängerung eingewechselt. Wenige Minuten vor Schluss lag Argentinien 3:2 in Führung, als Montiel durch ein Handspiel einen Elfmeter zu verantworten hatte, den Kylian Mbappé verwandelte. Im Elfmeterschießen konnte Montiel seinen Fehler wiedergutmachen, indem er den entscheidenden Elfmeter verwandelte und Argentinien zum dritten Weltmeistertitel schoss.

## Erfolge
Nationalmannschaft
- Weltmeister: 2022
- Copa-América-Sieger: 2021, 2024

River Plate
- Copa Libertadores: 2018
- Recopa Sudamericana: 2016, 2019
- Copa Argentina: 2018/19

FC Sevilla
- Europa-League-Sieger: 2023